# Wu Lei (football)
Dans ce nom chinois, le nom de famille, Wu, précède le nom personnel.
Ne doit pas être confondu avec Wu Lei (athlétisme).
Wu Lei (en chinois : 武磊 ; pinyin : Wǔ Lěi), né le 19 novembre 1991, à Nanjing, Jiangsu, est un footballeur international chinois évoluant au poste d'attaquant au Shanghai Port. C'est le plus jeune joueur à avoir joué un match de football professionnel en Chine à l'âge de 14 ans et 287 jours (en troisième division).
Il est le co-meilleur buteur de l'histoire de la Chinese Super League avec 131 buts, à égalité avec son compatriote Elkeson.
En janvier 2019, quelques jours avant la fin du mercato hivernal, Wu est transféré au RCD Espanyol, devenant ainsi le deuxième joueur chinois à évoluer dans le championnat espagnol. Il retourne dans son premier club lors de l'été 2022, après trois saisons et demie en demi-teinte à l'Espanyol, où il ne parvient pas à s'imposer malgré un titre de champion de deuxième division en 2021.
Wu Lei est le joueur le plus capé et le meilleur buteur de l'histoire du Shanghai Port.

## Biographie

### Shanghai SIPG (2006-2018)
Wu Lei commence sa carrière professionnelle lors d'un match de championnat le 2 septembre 2006 contre Yunnan Lijiang Dongba (défaite 5-3). Ce match fait de lui le plus jeune joueur chinois à jouer un match professionnel, il a alors 14 ans et 287 jours. Son club du Shanghai East Asie FC remporte en 2007 le titre de troisième division chinoise et montre en deuxième division. Le 30 août 2008, il marque son premier but contre Qingdao Hailifeng en championnat. Ceci fait de lui le deuxième plus jeune buteur du championnat, à l'âge de 16 ans et 289 jours.
Le 2 juin 2013, Wu réussit un coup du chapeau lors de la victoire de son équipe contre Shanghai Shenxin 6-1, et devient le deuxième plus jeune joueur à marquer un coup du chapeau dans la première division chinoise. Il réussit son deuxième coup du chapeau de la saison lors de la victoire de son équipe 3-2 contre Tianjin Teda le 18 août 2013. Il réussit son troisième coup du chapeau de la saison lors d'une victoire de 6-1 contre Qingdao Jonoon le 27 septembre 2013.

### RCD Espanyol (2019-2022)
Le 28 janvier 2019, Wu s'engage avec le club espagnol du RCD Espanyol,. Le montant, non dévoilé, s'élèverait à deux millions d'euros et un contrat de trois ans plus une année en option. Cette signature est facilitée par le fait que les propriétaires du club, le Rastar Group, ainsi que son président Chen Yasheng, soient chinois et portent un projet ambitieux. Wu échoit du numéro 24.
Le 3 février 2019, Wu fait ses débuts en Liga en remplaçant Dídac Vilà à la 77e minute contre le Villarreal CF (2-2). Lors de son second match de Liga, le 9 février 2019, il provoque le penalty qui permet à Borja Iglesias d'inscrire le but égalisateur lors de la victoire 2-1 face au Rayo Vallecano. Le 17 février 2019, face à Valence (0-0), il devient le premier joueur chinois de l'histoire à être titularisé en Liga. Il est néanmoins remplacé à la 72e minute par Alfa Semedo. Le 22 février 2019, face à la SD Huesca (1-1), il devient le premier joueur chinois de l'histoire à disputer un match de Liga dans son intégralité. Le 2 mars, Wu marque son premier but pour l'Espanyol lors d'une victoire 3-1 face au Real Valladolid et devient le premier buteur chinois dans l'histoire du championnat. Auteur de trois buts et une passe décisive en championnat, Wu participe à la belle fin de saison de l'Espanyol qui se hisse à la septième place de la Liga, synonyme de barrages de Ligue Europa.
Le 15 août 2019, Wu inscrit son premier but en compétition continentale européenne contre le FC Lucerne en Ligue Europa (3-0). À la suite du départ de Borja Iglesias, il récupère le numéro sept. Le club connaît un début de saison délicat en championnat et se retrouve rapidement dans la zone de relégation. Les performances de ses attaquants, dont Wu, sont affectées et le Chinois reste muet pendant onze matchs. Il débloque son compteur le 24 novembre en égalisant lors d'un nul 1-1 à domicile contre Getafe. Il réalise son premier doublé pour l'Espanyol le 19 décembre, permettant un succès 0-2 en Coupe du Roi contre Lleida. Le 4 janvier 2020, il inscrit un but face au FC Barcelone permettant à son équipe de décrocher un match nul 2-2 à domicile. Wu marque et contribue à un nul 2-2 obtenu aux dépens de Séville le 16 février.
Le championnat connaît une interruption de trois mois, également touché par la pandémie de Covid-19 touchant le pays. Il reprend en juin 2020 mais le destin de l'Espanyol demeure inchangé et le club est relégué, finissant dernier. Wu, comme ses compères d'attaque, vit un exercice délicat sur le plan individuel et son avenir chez les Pericos semble compromis avec la descente.
Le 17 août 2020, Wu prolonge son contrat jusqu'en juin 2024 et accepte une baisse de son salaire en raison de la descente. L'international chinois, malgré des rumeurs de départ vers Wolverhampton, affirme se sentir bien au sein du club et avoir l'ambition de rapidement remonter en Liga.

### Retour à Shanghai (depuis 2022)
Le 11 août 2022, Wu retourne à son premier club de Shanghai, renommé en Shanghai Port depuis son départ, qu’il a quitté trois ans et demi plus tôt.

### Carrière internationale
Wu est appelé en équipe de Chine des moins de 20 ans en 2009 et marque neuf buts en cinq matchs, au cours des rencontres de qualification du championnat d'AFC des moins de 19 ans de 2010.
Ses performances impressionnantes lui permettent d'être sélectionné dans l'équipe nationale chinoise A puis de participer à la Coupe d'Asie de l'Est de football 2010. Wu Lei reçoit sa première sélection lors de la victoire de la Chine 2-0 contre Hong Kong le 14 février 2010. Finalement, la Chine remporte la coupe.

### Vie privée
Wu est d'ethnie hui et a pour religion l'islam, majoritaire dans cette communauté. Il se marie avec Zhong Jiabei en 2014. Il devient le père d'une fille, née en novembre 2015, puis d'un garçon, né en avril 2017.
En mars 2020, dans un contexte de pandémie mondiale due au Covid-19 qui touche sévèrement l'Espagne, l'Espanyol déclare que six membres du club ont contracté le virus sans dévoiler leurs identités. Quelques jours plus tard, Wu annonce être infecté mais rassure sur son état de santé.

## Statistiques

### Statistiques détaillées
| Saison                | Club                  | Championnat           | Championnat | Championnat | Championnat | Coupe(s) nationale(s) | Coupe(s) nationale(s) | Coupe(s) nationale(s) | Compétition(s) continentale(s) | Compétition(s) continentale(s) | Compétition(s) continentale(s) | Compétition(s) continentale(s) | Chine | Chine | Chine | Total | Total | Total |
| Saison                | Club                  | Division              | M.          | B.          | P.d.        | M.                    | B.                    | P.d.                  | Comp.                          | M.                             | B.                             | P.d.                           | M.    | B.    | P.d.  | M.    | B.    | P.d.  |
| 2008                  | Shanghai SIPG         | D2                    | 24          | 4           | -           | -                     | -                     | -                     | -                              | -                              | -                              | -                              | -     | -     | -     | 24    | 4     | 0     |
| 2009                  | Shanghai SIPG         | D2                    | 22          | 6           | -           | -                     | -                     | -                     | -                              | -                              | -                              | -                              | -     | -     | -     | 22    | 6     | 0     |
| 2010                  | Shanghai SIPG         | D2                    | 23          | 10          | -           | -                     | -                     | -                     | -                              | -                              | -                              | -                              | 1     | 0     | 0     | 24    | 10    | 0     |
| 2011                  | Shanghai SIPG         | D2                    | 25          | 12          | -           | 2                     | 0                     | -                     | -                              | -                              | -                              | -                              | -     | -     | -     | 27    | 12    | 0     |
| 2012                  | Shanghai SIPG         | D2                    | 30          | 17          | -           | -                     | -                     | -                     | -                              | -                              | -                              | -                              | -     | -     | -     | 30    | 17    | 0     |
| 2013                  | Shanghai SIPG         | CSL                   | 27          | 15          | 4           | -                     | -                     | -                     | -                              | -                              | -                              | -                              | 10    | 2     | 1     | 37    | 17    | 5     |
| 2014                  | Shanghai SIPG         | CSL                   | 28          | 12          | 3           | -                     | -                     | -                     | -                              | -                              | -                              | -                              | 10    | 2     | 0     | 38    | 14    | 3     |
| 2015                  | Shanghai SIPG         | CSL                   | 30          | 14          | 7           | 3                     | 2                     | -                     | -                              | -                              | -                              | -                              | 11    | 2     | 1     | 44    | 18    | 8     |
| 2016                  | Shanghai SIPG         | CSL                   | 30          | 14          | 9           | 2                     | 1                     | -                     | AFC                            | 10                             | 7                              | 4                              | 8     | 1     | 1     | 50    | 23    | 14    |
| 2017                  | Shanghai SIPG         | CSL                   | 28          | 20          | 8           | 6                     | 1                     | -                     | AFC                            | 13                             | 5                              | 1                              | 8     | 1     | 0     | 55    | 27    | 9     |
| 2018                  | Shanghai SIPG         | CSL                   | 29          | 27          | 2           | 4                     | 1                     | -                     | AFC                            | 8                              | 1                              | 2                              | 11    | 5     | 0     | 52    | 34    | 4     |
| 2019                  | Shanghai SIPG         | CSL                   | -           | -           | -           | -                     | -                     | -                     | AFC                            | -                              | -                              | -                              | 4     | 2     | 0     | 4     | 2     | 0     |
| Sous-total            | Sous-total            | Sous-total            | 296         | 151         | 33          | 17                    | 5                     | -                     | -                              | 31                             | 13                             | 7                              | 63    | 15    | 3     | 407   | 184   | 43    |
| 2018-2019             | RCD Espanyol          | Liga                  | 16          | 3           | 1           | -                     | -                     | -                     | -                              | -                              | -                              | -                              | -     | -     | -     | 16    | 3     | 1     |
| 2019-2020             | RCD Espanyol          | Liga                  | 33          | 4           | 0           | 3                     | 2                     | 0                     | C3                             | 13                             | 2                              | 1                              | 4     | 3     | 1     | 53    | 11    | 2     |
| 2020-2021             | RCD Espanyol          | LaLiga 2              | 31          | 2           | 2           | 3                     | 1                     | 0                     | -                              | -                              | -                              | -                              | 4     | 5     | 2     | 38    | 8     | 4     |
| 2021-2022             | RCD Espanyol          | Liga                  | 23          | 1           | 0           | 4                     | 1                     | 1                     | -                              | -                              | -                              | -                              | 8     | 4     | 0     | 35    | 6     | 1     |
| Sous-total            | Sous-total            | Sous-total            | 103         | 10          | 3           | 10                    | 4                     | 1                     | -                              | 13                             | 2                              | 1                              | 16    | 12    | 3     | 142   | 28    | 8     |
| 2022                  | Shanghai Port         | CSL                   | 12          | 11          | 0           | 4                     | 2                     | 0                     | -                              | -                              | -                              | -                              | 0     | 0     | 0     | 16    | 13    | 0     |
| 2023                  | Shanghai Port         | CSL                   | 30          | 18          | 6           | 1                     | 0                     | 0                     | AFC                            | 1                              | 0                              | 0                              | 10    | 5     | 0     | 42    | 23    | 6     |
| 2024                  | Shanghai Port         | CSL                   | 30          | 34          | 10          | 1                     | 0                     | 0                     | AFC                            | 2                              | 1                              | 0                              | 6     | 4     | 1     | 39    | 39    | 11    |
| Sous-total            | Sous-total            | Sous-total            | 72          | 65          | 16          | 16                    | 2                     | 0                     | -                              | 1                              | 0                              | 0                              | 16    | 9     | 1     | 105   | 76    | 17    |
| Total sur la carrière | Total sur la carrière | Total sur la carrière | 473         | 225         | 52          | 33                    | 11                    | 1                     | -                              | 45                             | 15                             | 8                              | 95    | 36    | 7     | 646   | 287   | 68    |

### Buts internationaux
| 0  | Date              | Lieu                                                              | Adversaire   | Score | Résultats | Compétitions                                |
| -- | ----------------- | ----------------------------------------------------------------- | ------------ | ----- | --------- | ------------------------------------------- |
| 1  | 28 juillet 2013   | Seoul Olympic Stadium, Songpa-gu, Corée du Sud                    | Australie    | 4-1   | 4-3       | Coupe d'Asie de l'Est 2013                  |
| 2  | 15 juillet 2013   | Shaanxi Province Stadium, Xi'an, Chine                            | Indonésie    | 1-0   | 1-0       | Éliminatoires Coupe d'Asie des nations 2015 |
| 3  | 4 septembre 2014  | Anshan Sports Centre Stadium, Anshan, Chine                       | Koweït       | 3-1   | 3-1       | Match amical                                |
| 4  | 14 octobre 2014   | Helong Stadium, Changsha, Chine                                   | Paraguay     | 2-0   | 2-1       | Match amical                                |
| -  | 13 décembre 2014  | Chenzhou Olympic Sports Centre, Chenzhou, Chine                   | Kirghizistan | 2-0   | 4-0       | Match amical                                |
| -  | 3 janvier 2015    | Campbelltown Sports Stadium, Campbelltown, Australie              | Oman         | 3-1   | 4-1       | Match amical                                |
| 5  | 16 juin 2015      | Stade Changlimithang, Thimphu, Bhoutan                            | Bhoutan      | 0-2   | 0-6       | Éliminatoires Coupe du monde 2018           |
| 6  | 9 août 2015       | Wuhan Sports Center Stadium, Wuhan, Chine                         | Japon        | 1-0   | 1-1       | Coupe d'Asie de l'Est 2015                  |
| 7  | 29 mars 2016      | Shaanxi Province Stadium, Xi'an, Chine                            | Qatar        | 2-0   | 2-0       | Éliminatoires Coupe du monde 2018           |
| 8  | 5 septembre 2017  | Khalifa International Stadium, Doha, Qatar                        | Qatar        | 1-2   | 1-2       | Éliminatoires Coupe du monde 2018           |
| 9  | 26 mai 2018       | Jiangning Sports Center, Nanjing, Chine                           | Birmanie     | 1-0   | 1-0       | Match amical                                |
| 10 | 2 juin 2018       | Rajamangala National Stadium, Bangkok, Thaïlande                  | Thaïlande    | 0-1   | 0-2       | Match amical                                |
| 11 | 2 juin 2018       | Rajamangala National Stadium, Bangkok, Thaïlande                  | Thaïlande    | 0-2   | 0-2       | Match amical                                |
| 12 | 16 octobre 2018   | Nanjing Olympic Sports Centre, Nanjing, Chine                     | Syrie        | 2-0   | 2-0       | Match amical                                |
| 13 | 24 décembre 2018  | Qatar SC Stadium, Doha, Qatar                                     | Irak         | 1-1   | 1-2       | Match amical                                |
| 14 | 11 janvier 2019   | Mohammed bin Zayed Stadium, Abu Dhabi, Émirats Arabes Unis        | Philippines  | 1-0   | 3-0       | Coupe d'Asie des nations 2019               |
| 15 | 11 janvier 2019   | Mohammed bin Zayed Stadium, Abu Dhabi, Émirats Arabes Unis        | Philippines  | 2-0   | 3-0       | Coupe d'Asie des nations 2019               |
| 16 | 10 septembre 2019 | National Football Stadium, Malé, Maldives                         | Maldives     | 0-2   | 0-5       | Éliminatoires Coupe du monde 2022           |
| 17 | 10 octobre 2019   | Tianhe Stadium, Guangzhou, Chine                                  | Guam         | 2-0   | 7-0       | Éliminatoires Coupe du monde 2022           |
| 18 | 14 novembre 2019  | Maktoum bin Rashid Al Maktoum Stadium, Dubai, Émirats arabes unis | Syrie        | 1-1   | 1-2       | Éliminatoires Coupe du monde 2022           |
| 19 | 30 mai 2021       | Suzhou Olympic Sports Centre, Suzhou, Chine                       | Guam         | 0-1   | 0-7       | Éliminatoires Coupe du monde 2022           |
| 20 | 30 mai 2021       | Suzhou Olympic Sports Centre, Suzhou, Chine                       | Guam         | 0-3   | 0-7       | Éliminatoires Coupe du monde 2022           |
| 21 | 7 juin 2021       | Stade Sharjah, Chardjah, Émirats Arabes Unis                      | Philippines  | 1-0   | 2-0       | Éliminatoires Coupe du monde 2022           |
| 22 | 11 juin 2021      | Stade Sharjah, Chardjah, Émirats Arabes Unis                      | Maldives     | 2-0   | 5-0       | Éliminatoires Coupe du monde 2022           |
| 23 | 15 juin 2021      | Stade Sharjah, Chardjah, Émirats Arabes Unis                      | Syrie        | 2-1   | 3-1       | Éliminatoires Coupe du monde 2022           |
| 24 | 7 octobre 2021    | Stade Sharjah, Chardjah, Émirats Arabes Unis                      | Viêt Nam     | 2-0   | 3-2       | Éliminatoires Coupe du monde 2022           |
| 25 | 7 octobre 2021    | Stade Sharjah, Chardjah, Émirats Arabes Unis                      | Viêt Nam     | 3-2   | 3-2       | Éliminatoires Coupe du monde 2022           |
| 26 | 11 novembre 2021  | Stade Sharjah, Chardjah, Émirats Arabes Unis                      | Oman         | 1-0   | 1-1       | Éliminatoires Coupe du monde 2022           |
| 27 | 16 novembre 2021  | Stade Sharjah, Chardjah, Émirats Arabes Unis                      | Australie    | 1-1   | 1-1       | Éliminatoires Coupe du monde 2022           |
| 28 | 16 juin 2023      | Stade Dalian Barracuda Bay, Dalian, Chine                         | Birmanie     | 3-0   | 4-0       | Match amical                                |
| 29 | 16 juin 2023      | Stade Dalian Barracuda Bay, Dalian, Chine                         | Birmanie     | 4-0   | 4-0       | Match amical                                |
| 30 | 20 juin 2023      | Stade Dalian Barracuda Bay, Dalian, Chine                         | Palestine    | 1-0   | 2-0       | Match amical                                |
| 31 | 10 octobre 2023   | Dalian Sports Center Stadium (en), Dalian, Chine                  | Viêt Nam     | 2-0   | 2-0       | Match amical                                |
| 32 | 16 novembre 2023  | Stade Rajamangala, Bangkok, Thaïlande                             | Thaïlande    | 0-1   | 1-2       | Éliminatoires Coupe du monde 2026           |
| 33 | 21 mars 2024      | Stade national, Kallang, Singapour                                | Singapour    | 0-1   | 2-2       | Éliminatoires Coupe du monde 2026           |
| 34 | 21 mars 2024      | Stade national, Kallang, Singapour                                | Singapour    | 0-2   | 2-2       | Éliminatoires Coupe du monde 2026           |
| 35 | 26 mars 2024      | Centre olympique de Tianjin, Tianjin, Chine                       | Singapour    | 1-0   | 4-1       | Éliminatoires Coupe du monde 2026           |
| 36 | 26 mars 2024      | Centre olympique de Tianjin, Tianjin, Chine                       | Singapour    | 3-1   | 4-1       | Éliminatoires Coupe du monde 2026           |

## Palmarès

### Joueur
Avec le Shanghai SIPG, Wu remporte trois championnats. En 2007, il est champion de China League Two puis de China League One en 2012. Wu remporte la Chinese Super League en 2018. Au RCD Espanyol, Wu est sacré champion de Segunda División en 2021. De retour à Shanghai en 2022, il remporte la Chinese Super League l'année suivante.
En sélection nationale chinoise, Wu remporte la Coupe d'Asie de l'Est en 2010.
| Compétitions internationales                | Compétitions nationales |
| ------------------------------------------- | --- |
| - Coupe d'Asie de l'Est - Vainqueur en 2010 | - China League Two - Vainqueur en 2007 - China League One - Vainqueur en 2012 - Chinese Super League - Vainqueur en 2018 et 2023 - Segunda División - Vainqueur en 2021 |

### Distinctions individuelles
Durant son parcours en Chinese Super League, Wu est le meilleur buteur chinois du championnat six fois d'affilée, entre 2013 et 2018. À l'issue de la saison 2018, il est sacré meilleur buteur du championnat. Ses performances lui permettent d'être membre de l'équipe-type du championnat entre 2014 et 2018. Wu est meilleur buteur chinois du championnat en 2023.
Wu reçoit le trophée du Chinese Football Association Footballer of the Year en 2018 ainsi que celui du Chinese Footballer of the Year en 2018 et 2019.